# Kremershammer
Der Kremershammer ist ein abgegangenes Hammerwerk in der bergischen Großstadt Wuppertal. Die Hammerwüstung, der Obergraben und der Hammerteich wurden im März 2006 als Bodendenkmal unter Schutz gestellt.

## Lage und Beschreibung

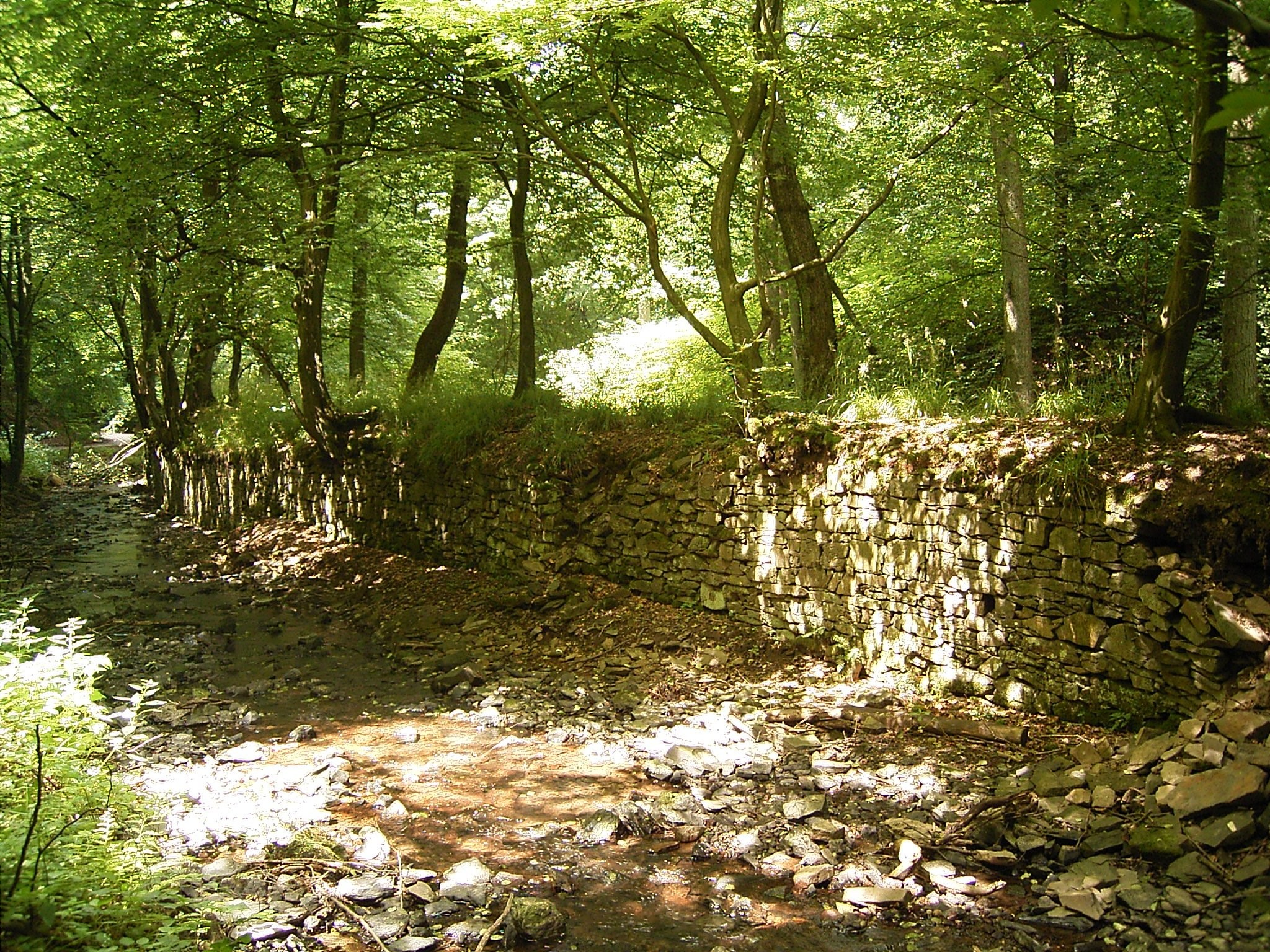
Mauern am Kremershammer

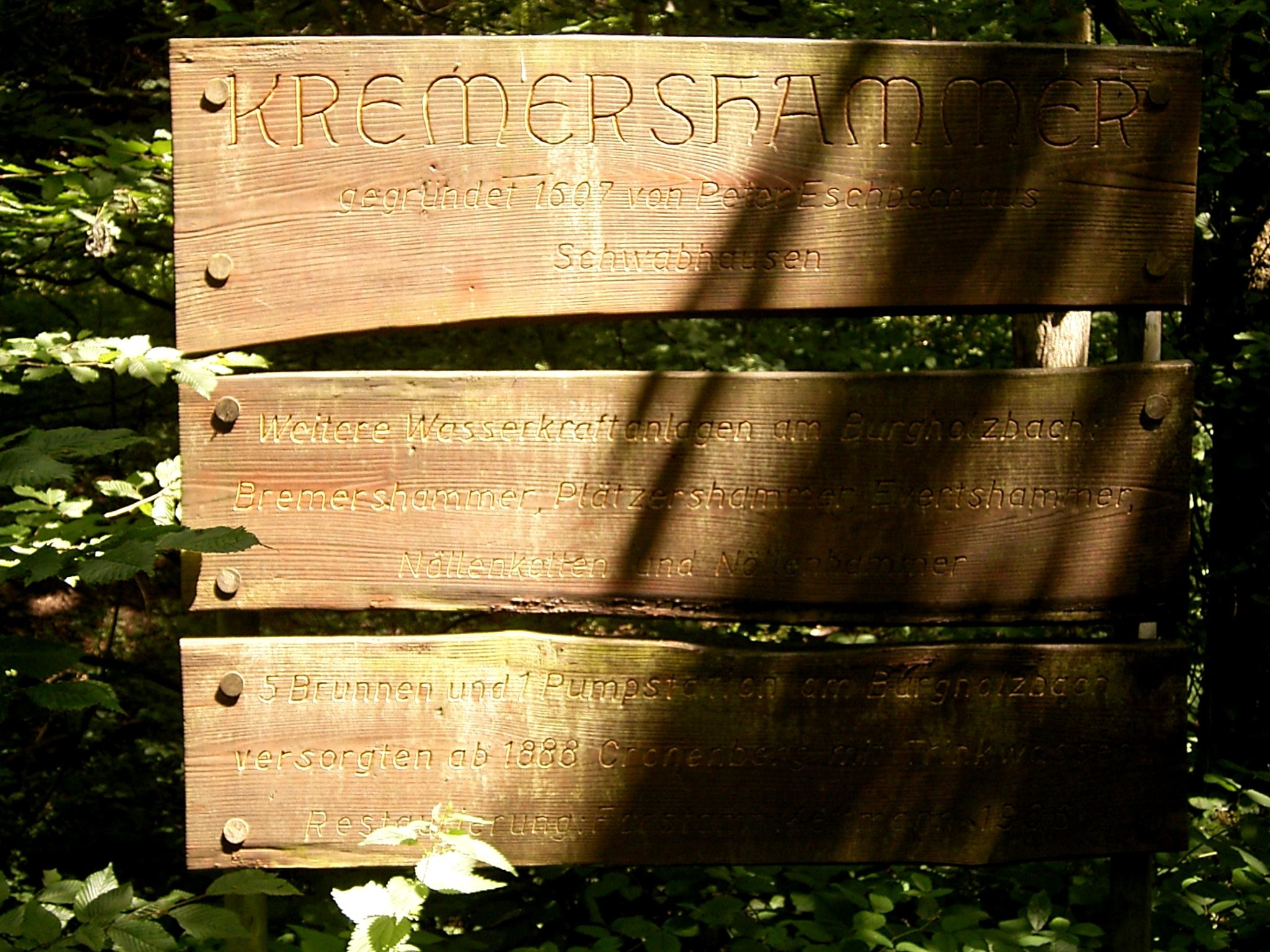
Hinweisschild

Der Kremershammer befand sich am Unterlauf des Burgholzbach nahe der Mündung in der Wupper im Staatsforst Burgholz. Die Hammerwüstung befindet sich im Wohnquartier Küllenhahn des Stadtteils Cronenberg auf 123 Meter über Normalnull am Fuß des Burggrafenbergs.
Unmittelbar an dem Bodendenkmal führt die Landesstraße 74 vorbei. Ebenfalls abgegangen ist der benachbarte Dritte Schleifkotten an der Wupper. Auf der anderen Seite der Wupper auf Solinger Stadtgebiet, verbunden über die sogenannte Teufelsbrücke, befindet sich der benachbarte Wohnplatz Friedenstal.

## Geschichte
Der Kremershammer wurde im Jahr 1607 von einem Peter Eschbach aus Schwabhausen bei Cronenberg gegründet. Der Hammer ist auf der Topographia Ducatus Montani des Erich Philipp Ploennies aus dem Jahre 1715, der Topographischen Aufnahme der Rheinlande von 1824 und auf der Preußischen Uraufnahme von 1840 eingezeichnet.
Im Gemeindelexikon für die Provinz Rheinland von 1888 wird ein Wohnhaus angegeben.